# Medisch tuchtrecht
Medisch tuchtrecht is tuchtrecht gebaseerd op regels die in het belang van de patiënt een behoorlijke beroepsuitoefening door artsen, tandartsen, verloskundigen en apothekers moeten garanderen.
Het medische tuchtrecht in Nederland is in de Wet op de beroepen in de individuele gezondheidszorg vastgelegd. Een medisch tuchtcollege is in Nederland een groep personen met het doel de beoefening door iedereen met een medisch beroep te toetsen. Het medische tuchtrecht valt onder de medische ethiek.